# Winsviertel

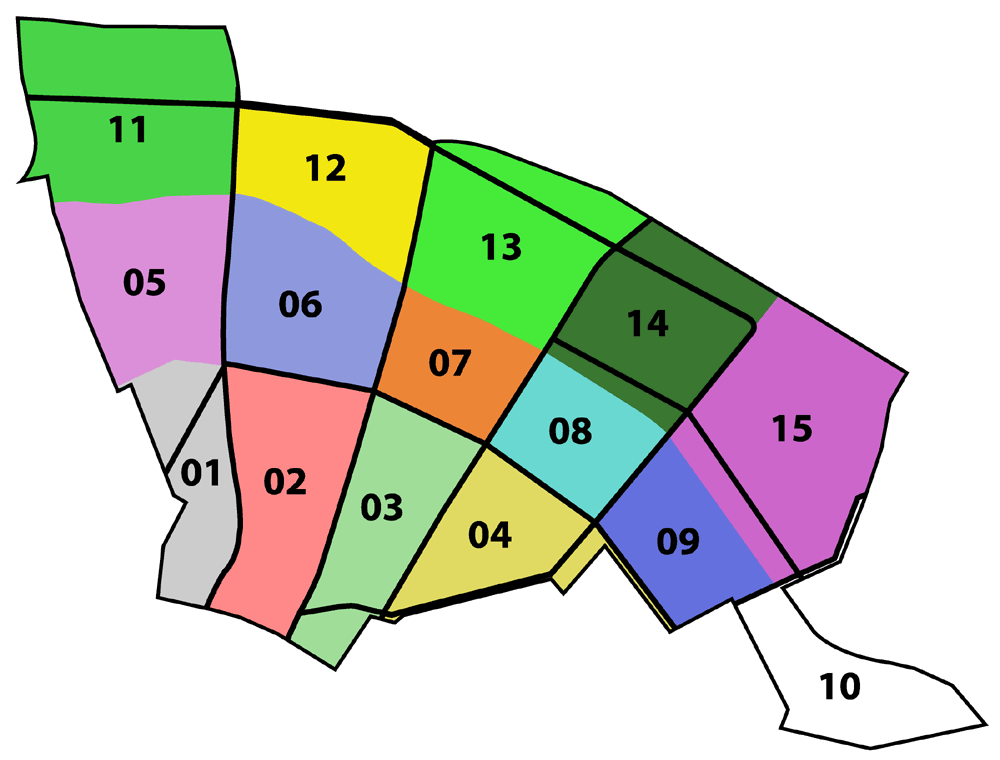
Die Ortslagen von Prenzlauer Berg:
Das Winsviertel ist hellgrün mit der Nummer 03 dargestellt

Das Winsviertel ist ein Wohnquartier (Kiez) im Berliner Ortsteil Prenzlauer Berg (Bezirk Pankow). Es ist benannt nach der im Zentrum des Viertels liegenden Winsstraße, die wiederum den Namen des Berliner Bürgermeisters Thomas Wins trägt.

## Lage

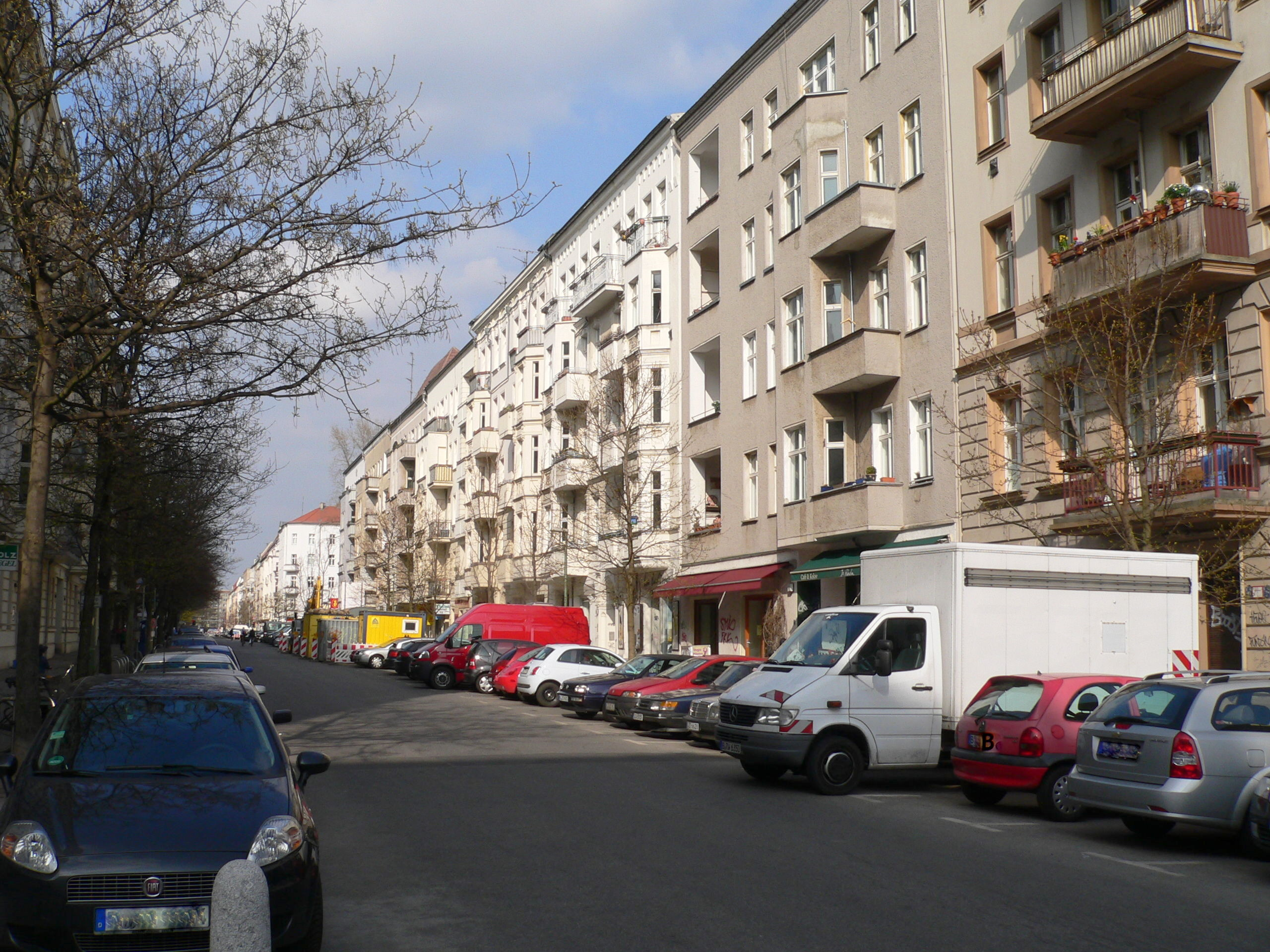
Winsstraße

Als Winsviertel wird das Gebiet zwischen Prenzlauer Allee und Otto-Braun-Straße/Greifswalder Straße bezeichnet, das im Süden an der Mollstraße beginnt und im Norden an der Danziger Straße endet. Kern des Viertels ist die namengebende und parallel zur Prenzlauer Allee/Greifswalder Straße verlaufende Winsstraße. Angrenzende Wohnquartiere sind der Ernst-Thälmann-Park im Norden, das Bötzowviertel im Osten und der Kollwitzkiez im Westen. Im Süden grenzt das Viertel zudem an die Ortsteile Mitte und Friedrichshain.

## Straßen und Plätze im Kiez

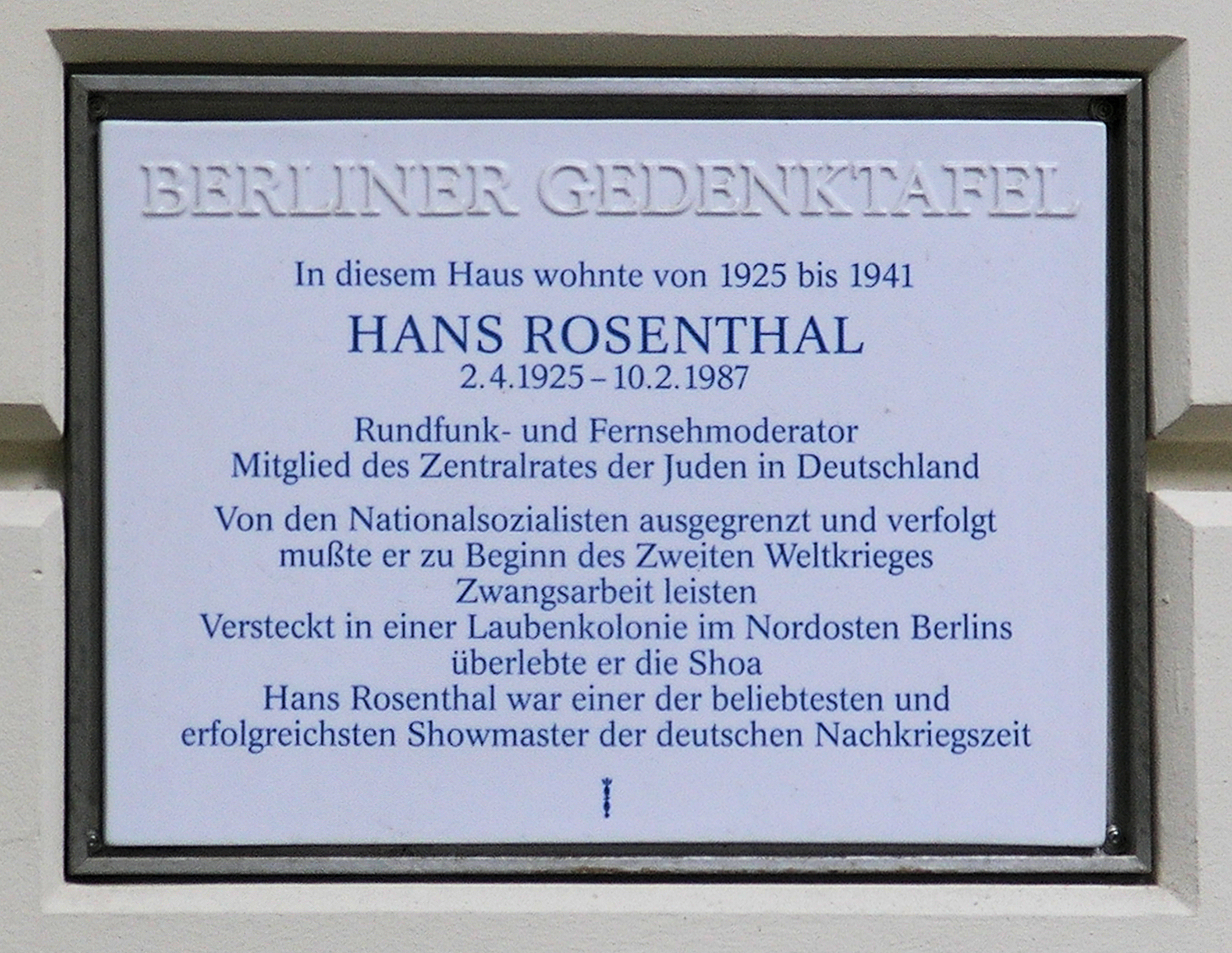
Gedenktafel Winsstraße 63

Die namensgebende Winsstraße verläuft im Inneren des Kiezes von der Danziger Straße nach Süden bis an die Friedhöfe und endet an der Heinrich-Roller-Straße. Begrenzt wird der Kiez im Osten durch die Greifswalder Straße, im Westen von der Prenzlauer Allee.
Ihre Querstraßen sind im Norden an der Danziger Straße beginnend
- Chodowieckistraße
- Jablonskistraße
- Christburger Straße
- Marienburger Straße
- Immanuelkirchstraße
- Raabestraße
- Heinrich-Roller-Straße

Außer der Raabestraße, die nur von der Winsstraße zur Prenzlauer Allee verläuft, verbinden die anderen durchgehenden Straßen die Greifswalder Straße mit der Prenzlauer Allee. Im Süden des Viertels und von der Winsstraße durch die Friedhöfe der St.-Marien- und Nicolaigemeinde und der St.-Georgengemeinde getrennt verläuft die Straße Prenzlauer Berg zwischen der Prenzlauer Allee und der Greifswalder Straße. Im engbebauten Viertel wurde auf Initiative der Anwohner eine durch den Abbruch des Rettungsamtes 1995 gewonnene Freifläche zum Stadtplatz an der Marie an der Marienburger Straße.  
Das Wohnquartier besteht aus zwei Teilen. Die Bebauung des Kiezes nordöstlich der Heinrich-Roller-Straße entstand in den Gründerjahren und ist ein Altbauviertel, teilweise mit Lückenschluss durch alliierte Luftangriffe des Zweiten Weltkriegs. Nach Südosten von der Straße Prenzlauer Berg entlang der Otto-Braun-Straße (in Verlängerung der Greifswalder Straße) entstand im Ergebnis des DDR-Wohnungsbauprogramms ein Neubauviertel mit WBS 70/11 und zwei Punkthochhäusern mit 20 Stockwerken. Der südliche Häuserkomplex wird durch die Mendelssohnstraße von der Otto-Braun- zur Mollstraße erschlossen. Das südliche Gebiet war als Teil der Königstadt ebenfalls dicht bebaut. Die Zerstörungen im Krieg führten zu Ruinen und teilzerstörten Wohnhäusern. Mit der Bebauungsplanung zwischen Leninplatz (seit 1992 Platz der Vereinten Nationen) und Alexanderplatz entlang der Mollstraße wurden noch vorhandene Altbauten beräumt und die Wohnneubauten westwärts ausgeführt.

## Bekannte Bewohner
- Hans Rosenthal (1925–1987), Moderator, Entertainer
- Helga Paris (1938–2024), Fotografin
- Monika Unferferth (* 1942), Fernsehmoderatorin
- Günter Sommer (* 1943), Musiker
- Thomas Gottschalk (* 1950), Moderator, Entertainer
- Benno Fürmann (* 1972), Schauspieler
- Karl Lauterbach (* 1963), Bundesminister für Gesundheit